# Décret simple
Un décret simple est, en droit français, un décret qui n'a été ni délibéré en Conseil des ministres, ni soumis à l'examen du Conseil d'État (mais un décret simple peut toutefois être soumis à l'avis de ce dernier).
Il est pris le plus souvent par le Premier ministre, dans le cadre de l'exercice du pouvoir réglementaire qu'il détient en application de l'article 21 de la Constitution de 1958, ou par un ministre en délégation de ce même pouvoir. Mais le président de la République peut aussi en prendre.